# Targi Północne
Targi Północne – periodyczna wileńska wystawa przemysłu polskiego i zagranicznego w końcu sierpnia i początkach września w latach 1928–1939, której celem było uczynienie z Wilna centrum handlu Polski z krajami wschodnimi, w szczególności z krajami bałtyckimi. Targi te, wzorowane na lwowskich Targach Wschodnich, nigdy nie osiągnęły takiego sukcesu jak te targi (lub największe w Polsce przedwojennej, Międzynarodowe Targi Poznańskie), stały się jednak największą imprezą Wilna i Ziem Północno-Wschodnich.
W 1926 Instytut Badań Stanu Gospodarczego Ziem Wschodnich zaproponował urządzenie w Warszawie Wystawy Ziem Wschodnich Rzeczypospolitej, niemal natychmiast rozpoczęto akcję agitacyjną, aby lokalizację przenieść do Wilna. Dzięki umiejętnemu lobbingowi wojewody wileńskiego Władysława Raczkiewicza komitet organizacyjny przeniesiono ze stolicy do Wilna. Wystawa mająca odbyć się jesienią 1928 roku została podzielona na trzy działy: Targi Północne, Wystawę Rolniczo-Przemysłową i Wystawę Regionalną, z czasem jednak zaczęto nazywać te trzy imprezy łącznie jako Targi Północne w Wilnie. Patronem I Targów Północnych został marszałek Józef Piłsudski, a w skład komitetu honorowego weszły znaczące osoby ówczesnego życia politycznego. Na teren wystawowy wybrano ogród po-bernardyński w środku miasta, gdzie ustawiono pawilon o powierzchni 2000 m², został on zbudowany (w okresie 5 III – 25 VII 1928 roku) na bazie istniejących wcześniej w tym miejscu garaży wojskowych. Dodatkowo stoiska umieszczono w Teatrze Letnim, Wydziale Sztuk Pięknych Uniwersytetu Stefana Batorego oraz w Szkole Przemysłowo-Handlowej. Ogółem Targi podzielono na szesnaście działów o tematyce przemysłowo-handlowej, uczestniczyło w nich 316 przedsiębiorstw z branży rolniczej, handlu, przemysłu drzewnego i włókienniczego. Imprezę pomiędzy 18 sierpnia, a 9 września 1928 odwiedziło 180 tysięcy osób, co sprawiło, że oficjalnie ogłoszono jej wielki sukces.
Targi te były organem propagandy i ekspansji wytwórczej Wileńszczyzny. Czołowe miejsce wśród eksponatów zajmowały wyroby lniarskie, drzewne, różne wyroby przemysłu ludowego i bydło.
Targi nie stały się imprezą coroczną. Następne imprezy miały miejsce w roku 1930 i 1933 po czym nastąpiła pięcioletnia przerwa. Po kolejnej mobilizacji środowisk gospodarczych Wileńszczyzny, 16 stycznia 1937 roku powołano Towarzystwo Targów Północnych w Wilnie (TTP), które teraz w miejsce władz samorządowych Wilna zajęło się organizowaniem kolejnych targów. Pod nowym kierownictwem odbyły się imprezy w roku 1938 i 1939. Na potrzeby odrodzonej imprezy TTP zakupiło od miasta działkę wielkości 8 ha, w pobliżu ulicy Konarskiego, gdzie zbudowano nowoczesną infrastrukturę z wieloma pawilonami wystawowymi. 
Ostatnie targi w 1939 odbywające się w dniach 19 sierpnia – 3 września, zostały przerwane z powodu niemieckiej inwazji na Polskę.